# Meșeni
Meșeni è un comune della Moldavia situato nel distretto di Rezina di 916 abitanti al censimento del 2004